# Elisabeth Dermot Walsh
Elisabeth Dermot Walsh est une actrice britannique, née le 15 septembre 1974 à Wimbledon[réf. nécessaire] à Londres.

## Biographie
Elle est la fille de l'acteur irlandais Dermot Walsh et de l'actrice britannique Elisabeth Madeleine Annear[source insuffisante]. Elle étudie à la Royal Academy of Dramatic Art. Sa carrière débute à la télévision en 1998 dans le téléfilm irlandais Falling for a Dancer[source insuffisante].

## Filmographie

### Télévision
- 1998 : Falling for a Dancer (téléfilm) : Elizabeth
- 1999 : Unfinished Business : Rachel (9 épisodes)
- 1999 : Cleopatra (téléfilm) : Octavia
- 2001 : L'Amour dans un climat froid (téléfilm) : Linda Radlett
- 2002 : Bertie and Elizabeth (téléfilm) : Élisabeth II
- 2003 : La Loi de Murphy : Kate Jennings (1 épisode)
- 2003 :My Hero : Charlotte (1 épisode)
- 2003 :Hercule Poirot, Je ne suis pas coupable (téléfilm) : Elinor Carlisle
- 2004 : The Rivals (téléfilm) : Julia Melville
- 2005 : Twenty Thousand Streets Under the Sky (téléfilm) : Mrs Sanderson-Chantry
- 2005 : Love Soup : Roberta Samms (1 épisode)
- 2007 : The Commander : Thelma (1 épisode)
- 2008 : Midsomer Murders : Beth Porteous (1 épisode)
- 2008 : Fiona's Story (téléfilm) : Emma
- 2009 : Holby City : Elizabeth Farrington (1 épisode)
- 2009–présent : Doctors (soap opera)  : Dr Zara Carmichael (rôle récurrent)

### Cinéma
- 2009 : From Time to Time : Joan

## Théâtre
- Le Misanthrope, théâtre gate, Février – Mars 2003 (Jennifer)
- Les Rivaux (Sheridan), théâtre de Bristole, 2004, (Julia Melville)[3]
- Rebecca, tour, 2005 (madame De Winter)
- The Life of Galileo, Royal National Theatre, Juillet – Octobre 2006 (Virginia)
- The Country Wife, Royal National Theatre, Octobre 2007 – Janvier 2008 (madame Alithea)
- Ring Round the Moon, Playhouse Theatre, Février – Mars 2008 (Diana)
- The Alchemist, Royal National Theatre, Septembre – Novembre 2006 (Dame Pilant)